# Distretto di Busega
Il distretto di Busega è un distretto della Tanzania situato nella regione del Simiyu. È suddiviso in 13 circoscrizioni (wards) e conta una popolazione di 203 597 abitanti (censimento 2012).
Elenco delle circoscrizioni:
- Badugu
- Igalukilo
- Kabita
- Kalemela
- Kiloleli
- Lamadi
- Lutubiga
- Malili
- Mkula
- Mwamanyili
- Ngasamo
- Nyaluhande
- Shigala